# 文本編碼規範

文本編碼規範是一個國際性且跨學科領域的標準，發起於 1987 年，用於幫助圖書館、博物館、出版商和個人，利用編碼結構呈現文章或語言學文件，以供線上研究與教學之用。

## 文本編碼規範指導方針
文本編碼規範指導方針是為了滿足想要相互交換電子文件資訊的人，完全相容於 XML 標準。這種形態不同於其他的文字自由檔案格式（HTML及OpenDocument），主要在於其語意並非陳述性，而是為文本中的特定標記而存在。